# 인투 더 와일드 (영화)
인투 더 와일드(Into the Wild)는 2007년에 개봉한 숀펜이 각본과 감독을 맡은 미국의 전기 드라마 생존 영화이다. 1996년에 발행한 북아메리카를 건너고 1990년대 초에 알레스카 황야에서 그의 인생을 보낸 크리스토퍼 맥캔들리스의 여행을 배경으로 한 존 크라카우어가 쓴 동명의 책을 원작으로 하고 있다. 영화 배우 에밀 허시가 크리스토퍼 역 그리고 마샤 게이 하든, 윌리엄 허트이 그의 부모 역을 맡았으며, 캐서린 키너, 빈스 본, 크리스틴 스튜어트, 핼 홀브룩 등이 출연했다.
이 영화는 2007년 로마 영화제에서 시연을 하였고, 후에 2007년 9월 21일 알레스카 페어뱅크스에서 개봉했다. 골든 글로브상에 두 개의 부문에 노미네이트되었고 에디 베더의 "Guaranteed"가 최고의 주제가상을 수상하였다. 또한 홀브룩이 최고의 조연상 후보에 포함되는등 아카데미상에서도 두 개의 노미네이트에 올랐다.

## 줄거리
영화는 1992년 4월, 알래스카 데날리 국립공원 북쪽 외딴 지역에 도착한 크리스 맥캔들리스의 이야기로 시작한다. 그는 ‘매직 버스’라 이름 붙인 버스에 캠프를 차리고 자연 속에서 자급자족하며 고독과 아름다움을 만끽한다.
시간은 거슬러 올라가 1990년 5월, 명문 에모리 대학교를 우수한 성적으로 졸업한 크리스는 자신이 사생아라는 사실을 알고 현대 사회에 환멸을 느낀다. 그는 신용카드와 신분증을 없애고, 전 재산을 자선단체에 기부한 뒤, 부모와 여동생에게 알리지 않고 알래스카 야생으로 떠나기로 결심한다. 그는 닷선 자동차를 몰고 여행을 시작하지만, 홍수로 차를 버리고 히치하이킹을 하며 ‘알렉산더 슈퍼트램프’라는 새 이름을 얻는다.
여행 중 크리스는 다양한 사람들을 만난다. 캘리포니아에서는 히피 커플을 만나 그들의 관계 회복을 돕고, 사우스다코다에서는 농장 일꾼으로 일하다 위성 해킹으로 체포된 고용주 때문에 떠난다. 콜로라도 강을 카약으로 내려가다 멕시코로 갔다가 다시 미국으로 돌아오기도 한다. 기차를 타고 로스앤젤레스에 도착하지만 곧 현대 문명에 질려 다시 길을 나선다.
1991년 12월, 슬랩 시티에 도착한 크리스는 다시 히피 커플을 만나고, 자신에게 호감을 보이는 10대 소녀를 거절한다. 얼마 후, 론 프란츠라는 은퇴한 노인을 만나 가죽 공예를 배우고 깊은 관계를 맺는다. 론은 크리스를 손자로 삼고 싶어하지만, 크리스는 알래스카에서 돌아온 후 이야기하자고 한다.
다시 현재로 돌아와, 알래스카의 버스에서의 생활은 점점 힘들어지고, 그는 여러 실수들을 저지른다. 사냥한 무스를 보존하지 못해 썩히고, 식량이 떨어지면서 자연의 가혹함에 직면한다. 그는 진정한 행복은 다른 사람과 나눌 때 찾아온다는 것을 깨닫고 가족에게 돌아가려 하지만, 녹아내린 눈으로 인해 강이 불어나 건널 수 없게 된다. 절망한 그는 다시 버스로 돌아온다.
결국 그는 먹을 것을 찾아 닥치는 대로 뿌리와 식물을 먹지만, 독초를 잘못 먹어 병에 걸려 죽어간다. 그는 마지막 순간까지 자신의 깨달음을 기록하고 가족에게 돌아갔다면 어땠을지 상상한다. 세상을 향해 작별 인사를 남기고 죽음을 맞이한다. 두 주 뒤, 사냥꾼들이 그의 시신을 발견하고, 여동생 카린은 오빠의 유골을 가지고 고향으로 돌아온다.

## 캐스팅
- 에밀 허시 - 크리스토퍼 맥캔들리스/알렉산더 슈퍼트램프
- 마샤 게이 하든 - 빌리 맥캔들리스(Billie McCandless)
- 윌리엄 허트 - 월트 맥캔들리스(Walt McCandless)
- 제나 멀론 - 캐린 맥캔들리스(Carine McCandless)
- 캐서린 키너 - 잰 버레스(Jan Burres)
- 브라이언 H. 디커 - 레이니(Rainey)
- 빈스 본 - 웨인 웨스터버그(Wayne Westerberg)
- 잭 갤리피아나키스 - 케빈(Kevin)
- 크리스틴 스튜어트 - 트레이시 타트로(Tracy Tatro)
- 핼 홀브룩 - 론 프란츠(Ron Franz)
- 투레 린드하르트 - 매즈(Mads)
- 사인 에그홀름 올센 - 소냐(Sonja)
- 메릿 웨버 - 로리(Lori)
- 짐 갈리앙
- 레오나드 나이트
- R.D. 콜 - 불

## 같이 보기
- 생존 영화
- 방랑자 (1985년 영화)